# Isabel da Nóbrega
Maria Isabel Guerra Bastos Gonçalves, (Lisboa, 26 de junio de 1925 - Estoril, 2 de septiembre de 2021), más conocida por el seudónimo Isabel da Nóbrega, fue una escritora, periodista y traductora portuguesa. Escribió para el teatro, la radio y la televisión, así como miles de crónicas para diversas publicaciones. Fue condecorada con la Orden del Mérito de Portugal y la Orden de la Libertad.

## Biografía
Isabel da Nóbrega nació en Lisboa en 1925 en el seno de una familia protestante. Era hermana de la actriz Tareka, nombre artístico de María Teresa Guerra Bastos Gonçalves, y tía del actor Tozé Martinho.
Fue cronista en una época en la que había pocas mujeres que escribieran en los periódicos, llegando a escribir miles de crónicas para diversas publicaciones como A Capital (de la cual fue una de las fundadoras), Diário de Lisboa, Diário de Notícias, O Primeiro de Janeiro y Jornal do Fundão, Vida mundial y hogar y decoración. Fue una de las fundadoras del periódico A Capital, donde también fue columnista.
También escribió cuentos, textos dramáticos, novelas y literatura infantil y trabajó para la radio y televisión. Era conocida en la escena literaria portuguesa de los años 50 y 60 gracias a su irreverencia y su afirmación femenina en el contexto de la dictadura salazarista.
En 1964 publicó la novela Vivir con los otros que por su narrativa la han asociado con obras como La señora Dalloway, de Virginia Woolf, o en Ulises, de James Joyce.
Creó y presentó los programas O Prazer de Ler  y Largo do Pelourinho en RTP y Conversar, Conviver y Clarabóia en Antena 1. A partir de 1995 firma crónicas asiduamente en RDP-Antena 2, en el programa Allegro Vivace.
Murió el 2 de septiembre de 2021, a los 96 años, en la residencia de ancianos donde vivía, en Estoril por causas naturales.

## Familia
De su vida familiar, destaca el hecho de que fue compañera de João Gaspar Simões, entre 1954 y 1968, y de José Saramago, de 1970 a 1986, quien le dedicó la edición original del Memorial del Convento.

## Obra
- Os Anjos e os Homens (novela), 1952.
- O Filho Pródigo (teatro), 1954.
- O Amor Difícil (peça de teatro, representada en el Teatro Nacional Doña Maria II).
- Viver com os Outros (novela), 1964, 1965, 1972, 2005.
- Já não há Salomão (novela corta), 1966.
- Rama, o Elefante Azul  (literatura infantil), 1971
- A Cigarra e as Formigas (literatura infantil), 1972
- Solo para Gravador (cuentos), 1973.
- A Companhia do Poeta: antologia da obra de Fernando Pessoa, org. Isabel da Nóbrega, 1988.
- Quadratim (crónicas), 1976.
- História de Bubu (literatura infantil), 1971. Con ilustraciones de Manuela Bacelar.
- Cartas de Amor de Gente Famosa, epistolografia, 2009.
- As Magas (cuento), 2010.

## Reconocimientos
- Premio Camilo Castelo Branco por la novela Viver com os Outros (1964)[4]
- Premio de Literatura Infantil y Juvenil por Rama el Elefante Azul (1971)
- Premio de Consagración a la Carrera de la Sociedad Portuguesa de Autores (2008)[4][8]
- Premio Femina al Mérito de la Literatura, 2011[9]

### Condecoraciones
- Gran Oficial de la Orden del Mérito (9 de junio de 2000)[10]
- Gran Oficial de la Orden de la Libertad (25 de abril de 2011)[10]